# Prosopis nigra
Prosopis nigra, conegut en castellà com algarrobo negro, és una espècie d'arbre i planta nativa d'Amèrica del Sud. Habita l'ecoregió del Gran Chaco (en particular, la zona de transició entre el Chaco Humit i el Chaco del Sud-est), a l'Argentina, Bolívia, el Paraguai i l'Uruguai.

## Descripció
Arbre caducifoli de fins a 15 m d'alt de tronc central molt curt, que es divideix en troncs més petits; capçada arrodonida i ampla amb poques o cap espina.
La seva fusta és dura, de color marró amb nervadures que es fa servir per a fer mobles, ebenisteria, bots i té tanins.

El fruit és un llegum ("chaucha") de 10-18×1 cm, carnós, molt dolç amb 10-20 llavors. Es fa servir per a fer-ne una farina i una beguda alcohòlica (aloja).
Fenologia: els arbres floreixen el setembre i octubre i fructifiquen de novembre a març.
Hàbitat: creix en comunitats junt a l'arbre vinalillo (Prosopis vinalillo Stuck.) i de palmeres Copernicia alba Morong. Tolera els climes àrids però pot viure també en sòls entollats durant gran part de l'any.